# Anna Lehmann
Anna Cecylia Lehmann z domu Burdzy (ur. 9 lipca 1932 w Przędzelu, zm. 13 stycznia 2023) – polska nauczycielka i polityk, posłanka na Sejm PRL VIII kadencji.

## Życiorys
Córka Wojciecha i Ewy. Uzyskała tytuł zawodowy magistra ekonomii; ukończyła w 1955 Wyższą Szkołę Handlu Morskiego w Sopocie, a w 1964 Szkołę Główną Planowania i Statystyki w Warszawie. Nauczała przedmiotów zawodowych w Zespole Szkół Zawodowych CZSR „Samopomoc Chłopska” w Tczewie. W 1968 wstąpiła do Polskiej Zjednoczonej Partii Robotniczej. Była I sekretarzem Komitetu Międzyszkolnego oraz członkiem Komitetu Miejskiego partii. Od 1975 do 1981 była członkiem plenum Komitetu Wojewódzkiego PZPR w Gdańsku. 3 listopada 1975 została członkiem egzekutywy KW. W latach 1980–1985 pełniła mandat posłanki na Sejm PRL VIII kadencji, reprezentując okręg Gdańsk. Zasiadała w Komisji Oświaty i Wychowania, Komisji Rolnictwa i Przemysłu Spożywczego, Komisji Oświaty, Wychowania, Nauki i Postępu Technicznego oraz w Komisji Rolnictwa, Gospodarki Żywnościowej i Leśnictwa.
Otrzymała Medal 30-lecia Polski Ludowej. Pochowana na cmentarzu komunalnym w Tczewie.